# Idelsane
Idelsane (àrab إدلسان) és una comuna rural de la província de Ouarzazate de la regió de Drâa-Tafilalet. Segons el cens de 2014 tenia una població total de 8.374 persones.